# کشتی راشل کوری
الگو:Gaza blockade

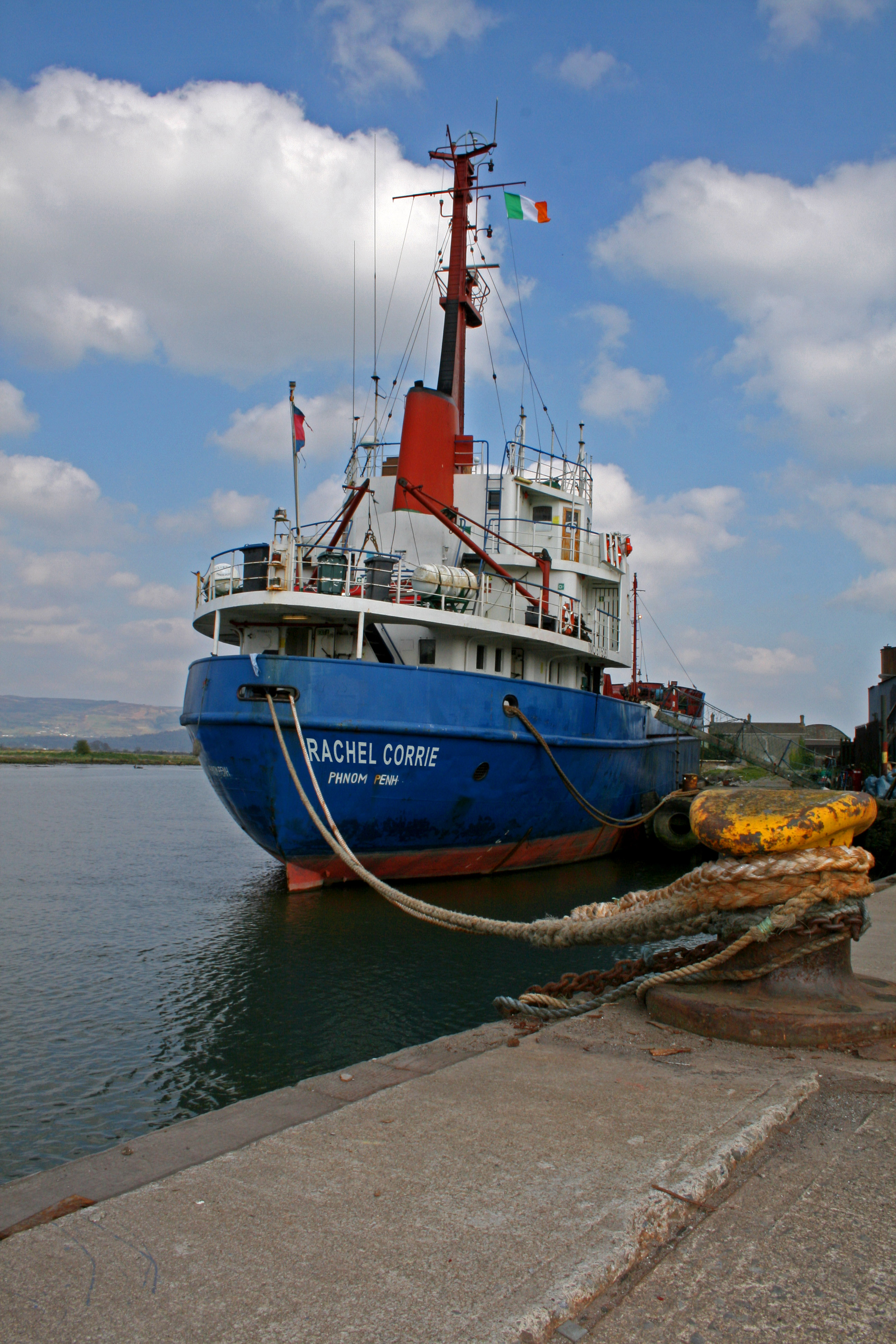

کشتی ام‌وی ریچل کوری (به انگلیسی: MV Rachel Corrie) یک کشتی پشتیبانی کنارساحلی متعلق به جنبش غزه آزاد می‌باشد. نام کشتی به افتخار راشل کوری، دختر آمریکایی که توسط بولدوزرهای اسرائیلی زیر گرفته شد، نامگذاری شده است. نام قبلی و اصلی این کشتی کارستن (به انگلیسی: Carsten) بوده است.
این کشتی در ژوئن ۲۰۱۰ در حالی که قصد داشت محموله خود را که کمک‌های بشردوستانه برای مردم در محاصره غزه بود برساند، توسط نیروی دریایی اسرائیل توقیف شد. این کشتی یکی از کشتی‌های عضو ناوگان آزادی بود که به دلیل بعد مسافت ایرلند تا قبرس نتوانست از لحاظ زمانی خود را به سایر کشتی‌های ناوگان برساند. به همین دلیل در طی حمله اسرائیل به کاروان کمک‌رسانی غزه همانند سایر کشتی‌ها توقیف نشد.
این کشتی ساخت کشور آلمان در سال ۱۹۶۷ بوده است. طول آن ۶۷٫۴۳ متر و ارتفاع دکل آن ۱۰٫۵۲ متر است. حرکت سرعت آن نیز ۱۲٫۵ گره دریایی بوده است.
این کشتی در حال حاضر تحت پرچم ایرلند فعالیت می‌کند و مالکیتی ایرلندی دارد.